# Krapkowice (gemeente)
De gemeente Krapkowice is een stad- en landgemeente in het Poolse woiwodschap Opole, in powiat Krapkowicki.
De zetel van de gemeente is in Krapkowice.
Op 30 juni 2004 telde de gemeente 24 817 inwoners.

## Oppervlakte gegevens
In 2002 bedroeg de totale oppervlakte van gemeente Krapkowice 97,44 km², waarvan:
- agrarisch gebied: 67%
- bossen: 18%

De gemeente beslaat 22,03% van de totale oppervlakte van de powiat.

## Demografie
Stand op 30 juni 2004:
| Omschrijving                   | Totaal | Totaal | Vrouwen | Vrouwen | Mannen | Mannen |
| ------------------------------ | ------ | ------ | ------- | ------- | ------ | ------ |
| eenheid                        | aantal | %      | aantal  | %       | aantal | %      |
| inwoners                       | 24 817 | 100    | 12 775  | 51,5    | 12 042 | 48,5   |
| bevolkingsdichtheid (inw./km²) | 254,7  | 254,7  | 131,1   | 131,1   | 123,6  | 123,6  |

In 2002 bedroeg het gemiddelde inkomen per inwoner 1166,79 zł.

## Plaatsen
Miasto Krapkowice en: Borek, Dąbrówka Górna, Gwoździce, Jarczowice, Kórnica, Ligota, Nowy Dwór Prudnicki, Pietna, Posiłek, Rogów Opolski, Steblów, Ściborowice, Wesoła, Żużela, Żywocice.

## Aangrenzende gemeenten
Głogówek, Gogolin, Strzeleczki, Walce, Zdzieszowice